# Roli Mosimann
Roli Mosimann, né le 7 novembre 1955 dans le canton de Thurgovie et mort le 15 septembre 2024 à Wrocław, est un batteur, compositeur et producteur suisso-américain.

## Biographie
Roli Mosimann naît en 1955 dans le canton de Thurgovie. Il est binational suisso-américain.
Il s'installe à New-York au début des années 1980.
Batteur du groupe Swans (1983-1986) puis de Foetus, il est le producteur de nombreux groupes et artistes comme That Petrol Emotion, The Young Gods, The The, Celtic Frost, New Order, Jojo Mayer ainsi que des albums Album of the Year de Faith No More, The Process de Skinny Puppy ou encore Portrait of an American Family de Marilyn Manson.
Il meurt le 15 septembre 2024 à Wrocław, à l'âge de 68 ans, des suites d'un cancer des poumons.

## Distinctions
- 2020 : prix de l'homme à l'oreille d'or du festival Soundedit (en)[1]

- 2021 : Prix suisse de musique[1]

## Discographie
Albums (batteur, compositeur)
- Filth de Swans, 1983
- Cop de Swans, 1984
- Motorslug de Wiseblood, compositeur, 1985
- Dirtdish de Wiseblood, compositeur, 1986
- Infected de The The, percussions et compositeur, 1986
- The Young Gods de The Young Gods, trompette, 1987
- Vanity/Nemesis de Celtic Frost, claviers, chœurs, 1989
- Ten Songs for Another World de The World of Skin, 1990
- Male de Foetus, compositeur, 1992
- T.V. Sky de The Young Gods, compositeur, 1992
- Live Sky Tour de The Young Gods, compositeur, 1995
- Only Heaven de The Young Gods, compositeur, 1995
- Parched with Thirst Am I and Dying de Celtic Frost, chœurs, 1997
- Obsolete de Fear Factory, compositeur, 1998
- Swans Are Dead (Live '95-'97), 1998
- Live Noumatrouff 1997 de The Young Gods, compositeur et arrangeur, 2001
- 45 RPM: The Singles of The The de The The, 2002
- London Town 1983-1993 de The The, 2002
- Remixed! de Scissor Sisters, 2004
- A Mystery of Faith: Unreleased Pieces + World of Skin de Jarboe, 2005